# Йыван Кырла
Йыва́н Кырла́ (настоящее имя — Кирилл Иванович Иванов; 17 марта 1909, Купсола, Вятская губерния — 3 июня 1943, Турьинские рудники, Свердловская область) — советский актёр театра и кино, марийский поэт.

## Биография
Родился в деревне Купсола (ныне — Сернурский район Марий Эл) в бедной крестьянской семье. Его отец, Иван Семёнович, был убит кулаками за активное участие в работе комбеда, мать Матрёна Якимовна осталась с тремя детьми. Жил в деревне, пастушил, батрачил, просил милостыню.
Окончил школу первой ступени в Марисоле, поехал в Сернур для продолжения учёбы во второй ступени. Осенью 1926 года по путёвке Сернурского канткома комсомола Марийской автономной области направлен на учёбу в марийское отделение рабфака при Казанском университете.
У Кырли (Кирилла) рано проявился интерес к поэзии, музыке, театру, кино. Почти ни один творческий студенческий вечер не обходился без его участия. Изучал творчество С. Есенина, В. Маяковского, А. Безыменского, А. Жарова, М. Светлова, читал наизусть их произведения. Преподаватели, заметив его незаурядные артистические способности, осенью 1929 года дали ему направление на актёрское отделение Государственного техникума кинематографии.
В числе студентов национальных студий Кырла был приглашён для участия в массовых сценах при постановке первого звукового советского художественного фильма «Путёвка в жизнь» (1931). На рабочем просмотре первого эпизода фильма молодой актёр был выбран режиссёром Николаем Экком на роль вожака беспризорников Мустафы по кличке «Ферт». Параллельно с учёбой в техникуме Кырла около двух лет снимался в фильме. Многие произнесённые Мустафой реплики, взятые прямо из окружавшей его народной жизни, зрители растащили на поговорки: «Яблочка хотца!», «Ловкость рук и никакого мошенства»…
После окончания кинотехникума принял участие в фильме режиссёра Евгения Иванова-Баркова «Наместник Будды» (1935), съёмки которого проходили летом 1934 года в Крыму.
В начале 1937 года Кырла переехал в Йошкар-Олу и стал артистом Марийского государственного драматического театра, играл в спектаклях «Любовь Яровая», «Дубровский».
Йыван Кырла известен ещё и как поэт. Его стихи печатались в газете «Марий ял» («Марийская деревня»), издававшейся в Москве на рубеже 30-х годов. При жизни поэта вышли три книги (в издательстве художественной литературы в Москве, на марийском языке). В своих стихах Кырла отрицал прошлое, со всей силой утверждая новую жизнь. Дружил он и с поэтом Мусой Джалилем. В январе 1937 года стал кандидатом в члены Союза писателей СССР.
Йыван Кырла принимал активное участие в общественной и литературной жизни, совершал гастрольные поездки по многим городам страны, принимал активное участие в работе Марийского представительства при ВЦИК и землячества марийских студентов Москвы.

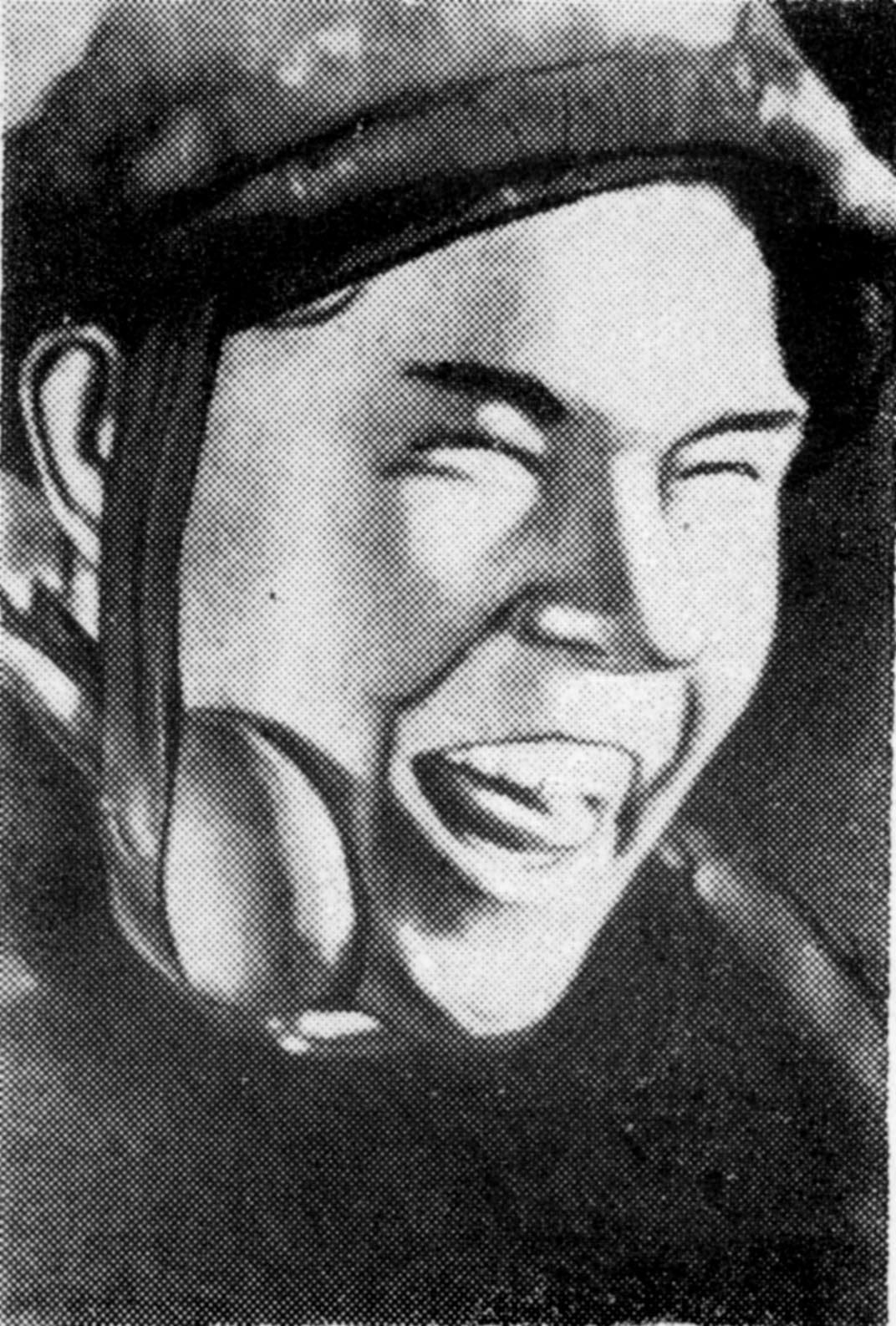
в роли Мустафы в фильме «Путёвка в жизнь»

18 апреля 1937 года Йыван Кырла, проживая в гостинице «Онар» Йошкар-Олы, пришёл ужинать в гостиничный ресторан, где у него завязалась перепалка со студентом Николаем Гороховым, в ходе которой Йыван Кырла бутылкой ударил Горохова по голове, прокричав: «Граждане, нам, марийцам, запрещают говорить на своём родном языке. Объединимся против всех, кто не умеет говорить по-марийски. Гнать всех русских». Из-за этого происшествия 23 апреля 1937 года Йыван Кырла был арестован. 13 августа 1937 года осуждён тройкой управления НКВД по Марийской АССР (протокол № 5, пункт 59) по ст. 58, п. 10, 11 УК РСФСР к 10 годам исправительно-трудовых лагерей.
О последних годах актёра известно мало. «Были слухи, что он погиб на войне» (Михаил Жаров). Композитор Сигизмунд Кац свидетельствует, что Йыван разговаривал с ним в 1941 году, будучи проездом в Москве. По официальным данным, умер в лагере на Урале в июле 1943 года.
Посмертно реабилитирован в 1956 году.

## Актёрские работы
- 1931 — Путёвка в жизнь, Мустафа «Ферт»
- 1935 — Наместник Будды, лама

## Литературные произведения

### На марийском языке
- Me ударне улына: Почеламут-влак (Мы — ударники: Стихи).— М.: ГИКЛ, 1931. — 66 с. Авторы О. Ипай, И. Кырля. Ончылмутым П. Ланов возен.
- Революцийын йӱкшӧ дене муралтем мый йывыртен (Голосом революции пою я от радости). —М.-Л.: ГИКЛ, 1932.—64 с.

Шочмо кече: Почеламут-влак (День рождения: Стихи).—М.: ГИКЛ, 1935. — 64 с. Рец.: Карпов П. Шочмо кече. Йыван Кырлян почеламут сборникше нерген. — Марий коммуна, 1935, 24 июль.
- Шочмо кече: Почеламут-влак (День рождения: Стихи). — Йошкар-Ола, 1957. — 60 с. Предисл. М. Казакова, 3—5 с.
- Муралтем мый йывыртен: Почеламут ден шарнымаш-влак (Я от радости пою: Стихи и воспоминания).—Йошкар-Ола, 1969. — 80 с.

### В переводе на русский язык
- От радости пою: Стихи. — М.: Сов. Россия, 1968. — 72 с. Пер, П. Железнова. Включены воспоминания М. Жарова «Да ведь это Мустафа!», П. Железнова «Кырля живёт», ст. М. Казакова «Поэт и артист», с. 5—14. Ред.: Александров А. Перекличка поколений. — Map. правда, 1969, 10 августа.
- День рождения: Стихи / Пер. А. Чачикова. — Горьковская коммуна, 1934, 18 июня; В кн.: Молодая поэзия народов СССР. М., 1934, с. 90—91; Пер. С. Поделкова. — В кн.: Песня, ставшая книгой. М., 1972, с. 385—386; 3-е изд. М., 1982, с. 367—368.
- Ленин; День рождения: Стихи / Пер. С. Поделкова. — В кн.: Марийская поэзия. М., l960, с. 126—130; Соловьиный родник. Йошкар-Ола, 1970, с. 63—65; Лирика. Йошкар-Ола, 1977, с. 17—21; Соловьиный родник, 2-е изд. Йошкар-Ола, 1979, с. 55—57; Поделков С. Созвездие. М., 1982, с. 9—11; Ленинское знамя. — В кн.: Ленин с нами, бессмертен и величав. М., 1981, с. 220—221; Ленин.—В кн.: 60 лет советской поэзии. М., 1977, с. 271; В. И. Ленин в поэзии народов СССР. М., 1980, с. 272—273.

### В переводе на венгерский язык
- День рождения; Я от радости пою: Стихи / Пер. Тандора Дечи. — В кн.: Медвеёнок. Антология литератур финно-угорских народов СССР. Будапешт, 1975, с. 743—745.

### В переводе на чувашский язык
- День рождения: Стихи / Пер. В. Уели. — Канаш, 1936, 22 июня.

## Псевдоним

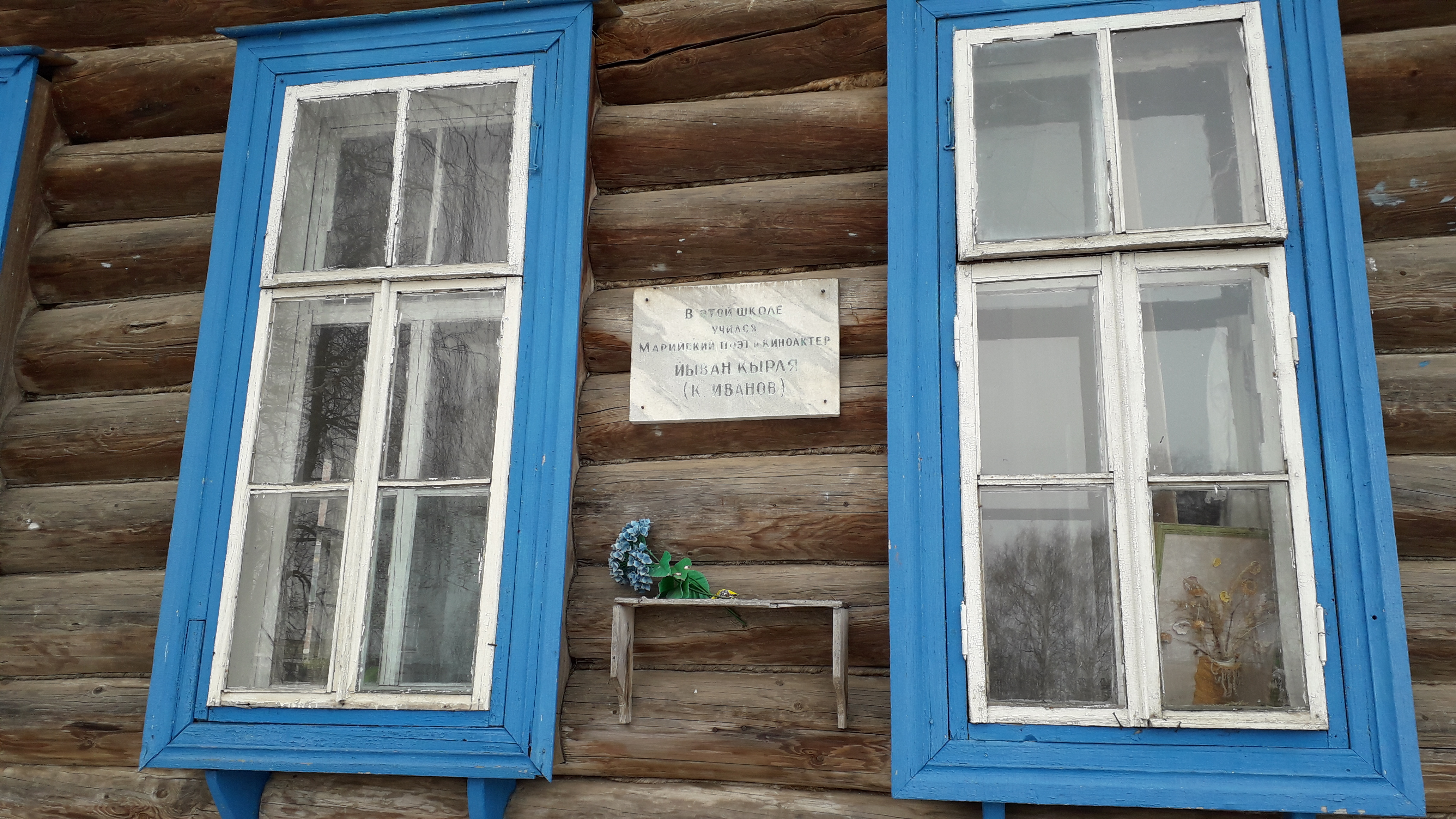
Мемориальная доска на старом здании средней школы в Марисоле

Марийский поэт и киноактёр Кирилл Иванович Иванов называл себя на марийский манер «Йыван Кырла», что в переводе с марийского значит «Кырла, сын Йывана» («Кирилл, сын Ивана»). Первоначально его псевдоним везде писали именно в этой форме — Йыван Кырла. Ошибочное написание «Йыван Кырля» впервые появилось в 1957 году в сборнике его стихов «Шочмо кече» («День рождения») и почему-то утвердилось именно в этой форме. В 2009 году общественность Республики Марий Эл широко отметила юбилей знаменитого земляка. В связи с этим был поднят вопрос о его имени, и марийцы пришли к выводу, что правильно писать его имя так, как он себя называл — Йыван Кырла.

## Память
- Именем Йывана Кырли в марте 1969 года названа улица в Йошкар-Оле.
- Мемориальная доска на старом здании Марисолинской средней школы, где он учился, с надписью: «Здесь учился марийский поэт и киноактёр Й. Кырля (К. Иванов)» (1974).
- Бюст у здания Марисолинской средней школы (1993).
- Памятник в родной деревне Купсола (2009).
- В марте 2009 года Министерством культуры, печати и по делам национальностей Республики Марий Эл в честь столетия со дня рождения поэта была учреждена памятная медаль «Йыван Кырля 1909—2009»[7].
- 2 ноября 2009 года на Привокзальной площади Йошкар-Олы был открыт памятник, где артист в образе сыгранного им Мустафы, героя фильма «Путёвка в жизнь».
- По традиции в Йошкар-Оле и в Сернурском районе Марий Эл проводится региональная научно-практическая конференция «Йыван Кырла лудмаш»[8].
- Одна из частей поэмы народного поэта Марийской АССР Г. Матюковского «Три сына» посвящена Йывану Кырла.